# Associazione Sportiva Bisceglie 1961-1962
Questa voce raccoglie le informazioni riguardanti l'Associazione Sportiva Bisceglie nelle competizioni ufficiali della stagione 1961-1962.

## Rosa
| N. |                   | Ruolo | Calciatore           |
| -- | ----------------- | ----- | -------------------- |
|    | Italia (bandiera) | P     | Pasquale Bartolini   |
|    | Italia (bandiera) | D     | Adriano Biscaro      |
|    | Italia (bandiera) | C     | Alberto Corazza      |
|    | Italia (bandiera) | C     | Giuseppe De Palma    |
|    | Italia (bandiera) | D     | Francesco Di Corrado |
|    | Italia (bandiera) | C     | Bruno Ferro          |
|    | Italia (bandiera) | D     | Domenico Fusiello    |
|    | Italia (bandiera) | D     | Giuseppe Lonigro     |
|    | Italia (bandiera) | D     | Giampietro Mariani   |

| N. |                   | Ruolo | Calciatore       |
| -- | ----------------- | ----- | ---------------- |
|    | Italia (bandiera) | C     | Cosimo Mesto     |
|    | Italia (bandiera) |       | Ninni            |
|    | Italia (bandiera) | A     | Diego Oreste     |
|    | Italia (bandiera) | A     | Gerardo Palmieri |
|    | Italia (bandiera) | C     | Antonio Spina    |
|    | Italia (bandiera) | A     | Mauro Spina      |
|    | Italia (bandiera) |       | Trione           |
|    | Italia (bandiera) | C     | Guido Vallone    |